# Nevado del Huila
Nevado del Huila je aktivní stratovulkán, nacházející se v provincii Huila v jižní Kolumbii. S výškou 5365 metrů je zároveň nejvyšší sopkou Kolumbie. Vrchol vulkánu je permanentně pokryt ledem. Hřeben andezito-dacitového vulkánu tvoří šest troskových kuželů, jejich věk se postupně snižuje od severu k jihu. Sopka leží ve starší kaldeře s průměrem kolem 10 km.
Explozivní erupce menších rozměrů byla v historii zaznamenána naposled v 16. století, od té doby až do 19. února 2007 nejevila sopka známky aktivity (kromě horkých pramenů a unikající páry z fumarol na vrcholu).
Od 20. února 2007, v oblasti proběhlo více než 7000 „malých“ seismických událostí, to společně se zvýšenou produkcí sopečného popele a prachu, dvěma menšími exploze v dubnu 2007 a několika zaznamenanými bahnotoky přinutilo místní úřady evakuovat města podél řek v blízkosti sopky, aby zabránily katastrofě podobných rozměrů, jako byla erupce Nevado del Ruiz v roce 1985 a vyhlásit stav ohrožení v oblastech Cauca, Huila, Caldas a Valle del Cauca. V roce 2008 proběhla erupce v dubnu a další, zatím poslední 20. listopadu.
Obyvatelé evakuovaných měst i vesnic jako například Paez nebo Cauca mají ještě v paměti jak lahary pocházející z roztaveného sněhu zapříčinily smrt více než 25 000 lidí a zničily město Armero.